# Automobile Racing Club of America

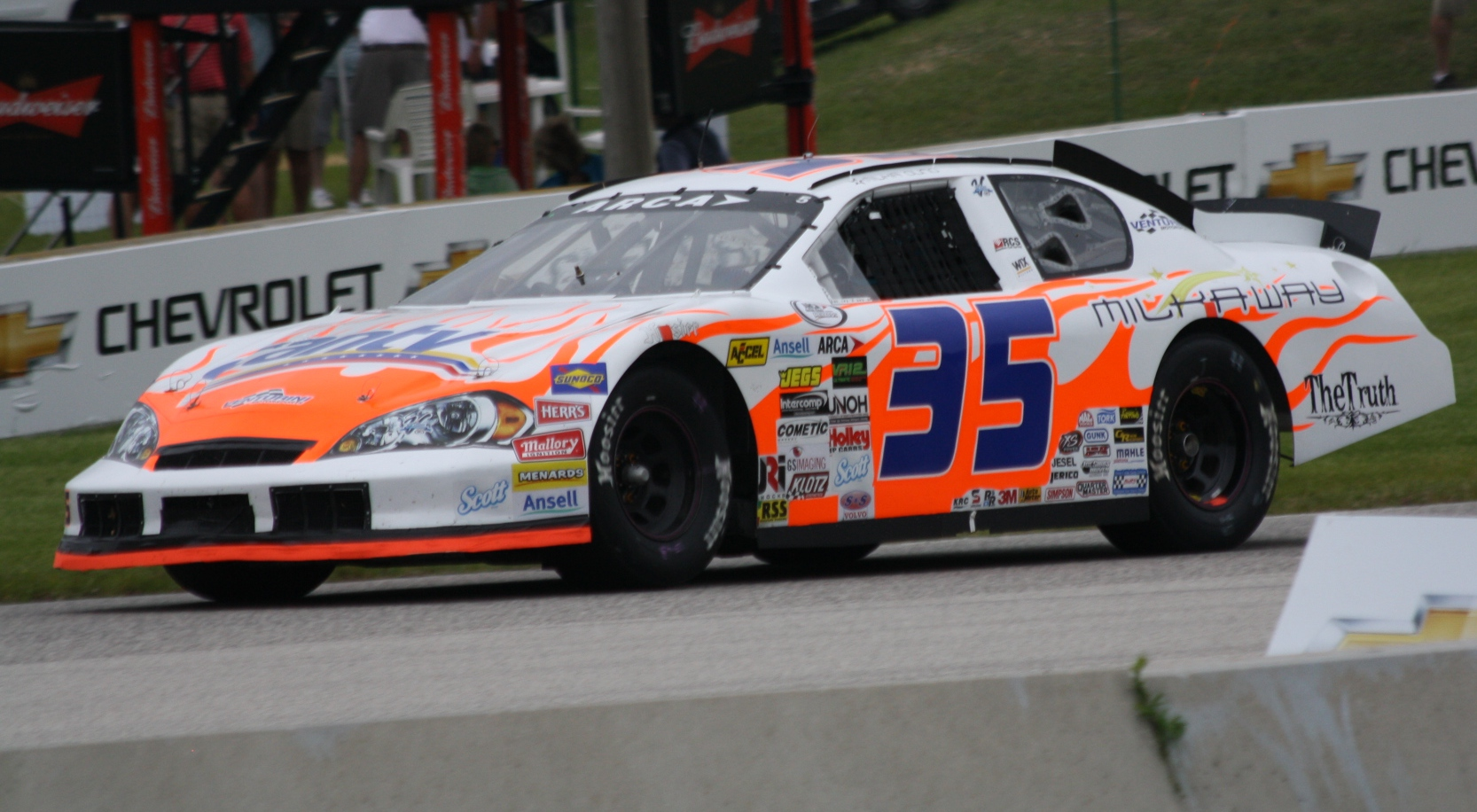
La voiture de Milka Duno pour une course de l'ARCA en 2013.

 (mai 2023).
Si vous disposez d'ouvrages ou d'articles de référence ou si vous connaissez des sites web de qualité traitant du thème abordé ici, merci de compléter l'article en donnant les références utiles à sa vérifiabilité et en les liant à la section « Notes et références ».
L'Automobile Racing Club of America (ARCA) est un organisme qui régit des compétitions pour voitures de type stock-cars aux États-Unis. Fondé en 1953 sous le nom de Midwest Association for Race Cars avant de prendre son nom actuel en 1964, l'ARCA est un organisme à vocation régionale, qui vit un peu dans l'ombre de la toute puissante NASCAR. 
L'ARCA organise plusieurs championnats, dont le plus connu est l'ARCA RE/MAX Series. 